# Plaça de Catalunya (métro de Barcelone)
Ne doit pas être confondu avec Catalunya (métro de Barcelone).
Plaça de Catalunya est une station de la ligne 6 et la ligne 7 du métro de Barcelone. Elle est située sous la place de Catalogne, dans le district Eixample, à Barcelone.
Elle est exploitée par les Chemins de fer de la généralité de Catalogne (FGC) et assure également les services de la ligne Barcelone - Vallès et de plusieurs lignes de trains de banlieue.
Elle est en correspondance avec la station Catalunya, desservie par la ligne 1 et la ligne 3 du métro.